# Adieu, Mascotte
Pour plus de détails, voir Fiche technique et Distribution.
Adieu, Mascotte est un film allemand réalisé par Wilhelm Thiele, sorti en 1929.

## Synopsis
C'est le salon des artistes de l'académie des beaux-arts de Paris : au milieu des danseurs, une modèle s'écroule. Un médecin constate qu'elle est épuisée et prescrit un séjour de repos à Davos. Mais la jeune fille n'a pas d'argent. Mascotte, une modèle présente lors de la scène et en vogue auprès des artistes parisiens, commence une vente aux enchères d'œuvres d'art du salon. Mais beaucoup ne se vendent pas, on est loin des 20 000 francs qu'elle espère. Vient alors un nu la représentant. Dans la salle, on crie : "10 000 francs, mais pour l'original !". Mascotte prend d'abord mal qu'on la traite comme une prostituée. Mais par altruisme, elle consent à faire l'objet d'une enchère. Jean Dardier est là. Il ne souhaite pas qu'elle tombe dans les mains d'un vieux bourgeois libidineux. Il remporte l'enchère.
La vie privée de Dardier est morose : sa femme Josette le trompe avec Gaston Duprès, un joli garçon riche, sans cervelle et bon vivant. Le lendemain de l'enchère, Mascotte entre dans l'appartement de Jean pour y habiter deux semaines. Elle aimerait bien rester enfermée dans sa chambre pendant ce temps, pour ne pas être comme une prostituée. Elle trouve une lettre de Josette à Jean et découvre la situation et que Jean l'aime toujours. Josette ignore Mascotte, c'est pour elle la meilleure raison d'être avec Gaston. Mascotte a de l'empathie pour Jean et joue le jeu afin de rendre Josette jalouse.
Mascotte et Jean s'affichent ensemble, de la même manière que Josette et Gaston. Mais le nouveau couple développe des sentiments, mais ne le reconnaît pas. Un dîner d'adieu entre Jean et Mascotte est prévu afin de clarifier la situation depuis que Josette a claqué la porte pour un voyage à Nice. Jean s'imagine déjà qu'elle l'a abandonné et demande le divorce. Maître Giron, l'avocat de la médiation, ne peut plus rien. Jean veut savoir exactement jusqu'où Josette l'a trahi et prend avec Mascotte le même train pour Nice que Josette. Mascotte descend du train à la première occasion afin de donner une dernière chance d'une réconciliation entre les époux. Mais Jean se précipite vers elle. Comme un symbole, les deux couples sont dans des trains qui prennent des chemins opposés. Jean se rend compte comment il tient à Mascotte. Mascotte et Jean s'avouent leur amour.

## Fiche technique
- Titre : Adieu, Mascotte
- Réalisation : Wilhelm Thiele
- Scénario : Franz Schulz d'après une nouvelle de Michael Linsky
- Musique : Willy Schmidt-Gentner
- Direction artistique : Jacek Rotmil, Heinz Fenchel (de)
- Photographie : Nicolas Toporkoff
- Producteur : Günther Stapenhorst
- Société de production : UFA
- Société de distribution : UFA
- Pays de production : Allemagne  République de Weimar
- Langue : allemand
- Format : Noir et blanc - 1,33:1 - 35 mm
- Genre : Comédie romantique
- Durée : 85 minutes
- Dates de sortie :
  - Allemagne  République de Weimar : 2 août 1929.
  - Hongrie : 12 septembre 1929.

 Sauf indication contraire, les informations mentionnées dans cette section peuvent être confirmées par la base de données cinématographiques IMDb,  présente dans la section « Liens externes ».

## Distribution
- Lilian Harvey : Mascotte
- Igo Sym (de) : Jean Dardier
- Marietta Millner : Josette
- Harry Halm (de) : Gaston Duprès
- Ernst Pröckl (de) : son majordome
- Julius Falkenstein: Me Giron
- Erika Dannhoff (de) : le modèle de la fête
- Hubert von Meyerinck : le gardien du wagon-lit
- Oskar Sima : le majordome des Dardier

## Histoire
Adieu, Mascotte (souvent écrit sans la virgule), aussi appelé par son sous-titre Das Modell vom Montparnasse, est tourné de janvier à mars 1929 dans les studios de l'UFA à Neubabelsberg, à Tempelhof et Staaken. Les plans extérieurs sont faits à Paris et à Nice. Après la présentation de la censure du 13 juin 1929, le film est interdit à cause de sa représentation pessimiste du couple. La deuxième présentation deux semaines plus tard confirme la décision à cause de la scène de la vente aux enchères.
Après une nouvelle présentation le 12 juillet 1929, Adieu, Mascotte est autorisé à sortir avec quelques petites coupures.
Une version parlante sort le 28 avril 1930.

## Source de traduction
- (de) Cet article est partiellement ou en totalité issu de l’article de Wikipédia en allemand intitulé « Adieu, Mascotte » (voir la liste des auteurs).